# Lopnur
Lopnur, även känd som Yuli, är ett härad som lyder under den autonoma prefekturen Bayingolin i Xinjiang-regionen i nordvästra Kina.